# Lavangen (fjord)
Lavangen (nordsamisk: Loabákvuotna) er en fjord i Lavangen og Salangen kommuner i Troms og Finnmark fylke i Norge. Den har indløb fra Astafjorden og strækker sig 17 kilometer i sydøstlig retning fra Lavangsneset i nord og Svarthammaren i syd . Fjorden er op til 202 meter dyb. Spanselven har sit udløb i bunden af fjorden.
Den ydre del af fjordens nordside, med bebyggelsen Lavangsnes ligger i Salangen kommune. Fra fylkesvei 152 på Lavangsnes går der lokal vej mod øst til Reite. Fra Tennevoll i fjordbunden går fylkesvei 84 langs nordøstsiden til Soløy. Videre går der lokal vej fra Soløy til gårdene i Å, Rød og Gamvik. Langs sydsiden af Lavangen går Fylkesvei 141 (Troms) gennem landsbybebyggelserne Lotternes, Røkenes, Hestnes, Keiprød og Skjelnes.
Mellem Lavangsneset og Lavangseidet stiger Reitetindan, Elveskardtindan og Skavneskollen brat op fra fjorden. Elvdalen Spansdalen fortsætter i sydøstlig retning fra fjordbunden.